# MV Collection 〜ALL TIME BEST 15th Anniversary〜
『MV Collection 〜ALL TIME BEST 15th Anniversary〜』は、西野カナのミュージック・ビデオ集。11枚目の映像作品で、2024年2月14日にSME Recordsから発売された。オールタイム・ベストアルバム『ALL TIME BEST 〜Love Collection 15th Anniversary〜』と同日リリース。

## 概要
西野カナのデビュー15周年記念作品。映像作品のリリースとしては、活動休止後の2019年に発売された『Kana Nishino Love Collection Live 2019』以来5年ぶりとなる。
本作は西野にとって活動休止中以降、初の映像作品となっており、デビュー15年目にして初のミュージック・ビデオ集でもある。また、既発曲のミュージック・ビデオにBlu-rayとして映像化されるのもこれが初となった。特典ディスクには発表済みアルバムの付属DVDに収録されたシングルのメイキング映像から厳選された、メイキングダイジェストと初パッケージ化となる既発シングルのスポットCM集を収録。
本リリースに伴い、西野本人による直筆メッセージが特設サイトにおいて公開。活動休止中以降、公の場に公表するのはこれが初となった。

## 収録曲
- 備考

※ マークは、初商品・パッケージ化。
★ マークは、「Music Video Making Digest」にも収録。
☆ マークは、「CM Collection」にも収録。

### Music Video Collection

#### DVD / Blu-ray Disc-1
1. I ☆
  - 1stシングル
  - 1stアルバム『LOVE one.』特典DVDより。
2. glowly days ☆
  - 2ndシングル
  - 1stアルバム『LOVE one.』特典DVDより。
3. Style. ☆
  - 3rdシングル
  - 1stアルバム『LOVE one.』特典DVDより。
4. MAKE UP ☆
  - 4thシングル
  - 1stアルバム『LOVE one.』特典DVDより。
5. 遠くても feat.WISE ☆
  - 5thシングル
  - 1stアルバム『LOVE one.』特典DVDより。
6. 君に会いたくなるから ☆
  - 6thシングル
  - 1stアルバム『LOVE one.』特典DVDより。
7. 君の声を feat.VERBAL(m-flo)
  - 1stアルバム『LOVE one.』収録リード曲
  - 2ndアルバム『to LOVE』特典DVDより。
8. もっと… ☆
  - 7thシングル
  - 2ndアルバム『to LOVE』特典DVDより。
9. Dear… ★ ☆
  - 8thシングル
  - 2ndアルバム『to LOVE』特典DVDより。
10. Best Friend ☆
  - 9thシングル
  - 2ndアルバム『to LOVE』特典DVDより。
11. 会いたくて 会いたくて ☆
  - 10thシングル
  - 2ndアルバム『to LOVE』特典DVDより。
12. if ★ ☆
  - 11thシングル
  - 3rdアルバム『Thank you, Love』特典DVDより。
13. 君って ☆
  - 12thシングル
  - 3rdアルバム『Thank you, Love』特典DVDより。
14. Distance ☆
  - 13thシングル
  - 3rdアルバム『Thank you, Love』特典DVDより。
15. Esperanza ☆
  - 14thシングル
  - 3rdアルバム『Thank you, Love』特典DVDより。
16. Alright
  - 3rdアルバム『Thank you, Love』収録リード曲
  - 4thアルバム『Love Place』特典DVDより。
17. たとえ どんなに… ★ ☆
  - 15thシングル
  - 4thアルバム『Love Place』特典DVDより。
18. SAKURA, I love you? ☆
  - 16thシングル
  - 4thアルバム『Love Place』特典DVDより。
19. 私たち ★ ☆
  - 17thシングル
  - 4thアルバム『Love Place』特典DVDより。
20. GO FOR IT!! ★ ☆
  - 18thシングル
  - 4thアルバム『Love Place』特典DVDより。
21. Be Strong
  - 4thアルバム『Love Place』収録リード曲
  - ベストアルバム『Love Collection 〜mint〜』特典DVDより。
22. Always ☆
  - 19thシングル
  - ベストアルバム『Love Collection 〜mint〜』特典DVDより。

#### DVD Disc-2 / Blu-ray Disc-1
1. Believe ☆
  - 20thシングル
  - ベストアルバム『Love Collection 〜mint〜』特典DVDより。
2. 涙色 ☆
  - 21stシングル
  - ベストアルバム『Love Collection 〜pink〜』特典DVDより
3. さよなら ☆
  - 22ndシングル
  - 5thアルバム『with LOVE』特典DVDより。
4. We Don't Stop ☆
  - 23rdシングル
  - 5thアルバム『with LOVE』特典DVDより。
5. Darling ★ ☆
  - 24thシングル
  - 5thアルバム『with LOVE』特典DVDより。
6. 好き ☆
  - 25thシングル
  - 5thアルバム『with LOVE』特典DVDより。
7. 恋する気持ち
  - 5thアルバム『with LOVE』収録リード曲
  - 26thシングル『もしも運命の人がいるのなら』特典DVDより。
8. もしも運命の人がいるのなら ★ ☆
  - 26thシングル
  - 6thアルバム『Just LOVE』特典DVDより。
9. トリセツ ★ ☆
  - 27thシングル
  - 6thアルバム『Just LOVE』特典DVDより。
10. A型のうた
  - 27thシングルカップリング曲
  - ベストアルバム『Love Collection 2 〜pink〜』特典DVDより。
11. No.1
  - コンピレーション・アルバム『Secret Collection 〜GREEN〜』収録リード曲
  - ベストアルバム『Love Collection 2 〜mint〜』特典DVDより。
12. あなたの好きなところ ★ ☆
  - 28thシングル
  - 6thアルバム『Just LOVE』特典DVDより。
13. Have a nice day
  - 6thアルバム『Just LOVE』収録リード曲
  - 29thシングル『Dear Bride』特典DVDより
14. Dear Bride ☆
  - 29thシングル
  - 7thアルバム『LOVE it』特典DVDより。
15. パッ ☆
  - 30thシングル
  - 7thアルバム『LOVE it』特典DVDより。
16. Girls ☆
  - 31stシングル
  - 7thアルバム『LOVE it』特典DVDより。
17. 手をつなぐ理由 ☆
  - 32ndシングル
  - 7thアルバム『LOVE it』特典DVDより。
18. アイラブユー ☆
  - 33rdシングル
  - ベストアルバム『Love Collection 2 〜pink〜』特典DVDより。
19. Bedtime Story ☆
  - 34thシングル
  - ベストアルバム『Love Collection 2 〜mint〜』特典DVDより。
20. 29 ※ ★
  - ベストアルバム『Love Collection 2 〜mint〜』収録曲。
  - 同アルバムリリース日に、自身のYouTube公式アカウントより同曲のミュージック・ビデオをショートバージョンのみで公開されていたが、今回の初パッケージ化に伴いフルサイズで収録。また、特典としてメイキング映像「Music Video Making Digest」にもそれぞれ初収録となった。
21. Mama ※ ★
  - ベストアルバム『Love Collection 2 〜mint〜』収録曲。
  - 「29」と同様にYouTubeの公式アカウントより同曲のミュージック・ビデオをショートバージョンのみで公開されていたが、今回の初パッケージ化に伴いフルサイズで収録。また、特典としてメイキング映像「Music Video Making Digest」にもそれぞれ初収録となった。

### 特典映像

#### DVD Disc-3 / Blu-ray Disc-2
- Music Video Making Digest 

-   - Dear…
  - if
  - たとえ どんなに…
  - 私たち
  - GO FOR IT!!
  - Darling
  - もしも運命の人がいるのなら
  - トリセツ
  - あなたの好きなところ
  - Mama ※
  - 29 ※

- CM Collection

-   - I
  - glowly days
  - Style.
  - MAKE UP
  - 遠くても
  - 君に会いたくなるから
  - もっと…
  - Dear… / MAYBE
  - Best Friend
  - 会いたくて 会いたくて
  - if
  - 君って
  - Distance
  - Esperanza
  - たとえ どんなに…
  - SAKURA, I love you?
  - 私たち
  - GO FOR IT!!
  - Always
  - Believe
  - 涙色
  - さよなら
  - We Don't Stop
  - Darling
  - 好き
  - もしも運命の人がいるのなら
  - トリセツ
  - あなたの好きなところ
  - Dear Bride
  - パッ
  - 手をつなぐ理由
  - アイラブユー
  - Bedtime Story